# Good Hope (Illinois)
Good Hope – wieś w Stanach Zjednoczonych, w stanie Illinois, w hrabstwie McDonough.